# 바이칼호
바이칼호(러시아어: О́зеро Байка́л, 부랴트어: Байгал далай, 문화어: 바이깔 호)는 러시아의 시베리아 남쪽에 있는 호수로, 북서쪽의 이르쿠츠크주와 남동쪽의 부랴트 공화국 사이에 자리 잡고 있다. 남쪽에는 후브스굴호가 있으며 현지인들은 두 호수를 자매 호수라고 부른다. 유네스코의 세계유산이며, 이름은 타타르어로 "풍요로운 호수"라는 뜻의 바이쿨에서 왔다. 약 2천 5백만~3천만 년 전에 형성된 호수로 지구에서 가장 오래되고, 가장 큰 담수호(淡水湖)이다.

## 외형
길이 636 km, 폭 20~80 km, 면적 31,494 km2, 깊이 1642 m로, 아시아에서 가장 넓은 민물호수이며, 세계에서 가장 깊은 호수이다. 호수의 바닥은 해수면보다 1285 m 아래로, 내륙에서는 가장 낮다. 또 투명도가 뛰어난 호수(약 40 m)로서도 세계적으로 유명하다. 부피는 23,000 km3로, 북아메리카의 오대호를 모두 합한 크기이며, 지구상의 민물의 20%에 해당하는 양이다. 호서부(湖西部)에는 이르쿠츠크를 중심으로 한 공업지대와 이르쿠츠크 탄전이 있다.
|  |

## 생물 다양성
생물다양성에서 바이칼호에 비길 만한 다른 호수는 없다. 852개 종과 233개 변종의 조류와 1550여 종의 동물이 살고 있으며, 이 중 60% 이상이 고유종이다. 어류의 경우 52종 중 27종이 오물(Omul)처럼 고유종이다. 바이칼물범과 같은 물범 종류도 서식하고 있으며, 주변에 곰과 사슴도 나타난다.
|  |

## 지도
| 가잔 열도갠지스강고다바리강고비 사막나일강류큐 열도남중국해노르웨이해뉴기니섬네푸드 사막다싱안링산맥다뉴브강동시베리아해동중국해동해둥베이 · 평원랍테프해룹알할리 사막레나강마다가스카르섬마리아나 제도마르마라해말레이반도메콩강몰디브 제도몽골고원바렌츠해바이칼호바탄 제도발리섬발트해발하시호백해베링해벵골만보르네오섬북극해북해볼가강북드비나강브라마푸트라강사할린섬샤오싱안링산맥세이셸 군도소코트라섬수마트라섬술라웨시섬스리랑카섬스칸디나비아반도스타노보이산맥스프래틀리 군도시나이반도새머리싱가포르섬아나톨리아아덴만아라비아반도아라비아해아라푸라해아랄해아무르강아조프해아프리카의 뿔안다만 제도알타이산맥알류샨 열도에게해예니세이강오가사와라 제도오만만오비강오스트레일리아오호츠크해우랄강우랄산맥유프라테스강이란고원인더스강인도 아대륙인디기르카강인도양 (북부)인도차이나반도일본 열도자와섬주강장강치롄산맥카라해카라코람카스피해캄차카반도캅카스산맥캐롤라인 · 제도콜리마강쿠릴 열도쿤룬산맥크리스마스섬타이만대만타클라마칸 사막북태평양톈산산맥통킹만티그리스강티모르섬티베트고원파라셀 제도파미르페르시아만페초라강프라타스섬필리핀 제도필리핀해하이난한반도항가이산맥호르무즈홋카이도홍해화베이 · 평원황하황해흑해히말라야산맥힌두스탄 · 평원힌두쿠시class=notpageimage\| 아시아의 주요 지리 |

## 같이 보기
- 시베리아 얼음 행군 - 러시아 내전 당시 백군이 바이칼호를 건너다가 많은 수의 병사가 얼어 죽은 사건
- 바이칼 지구대